# Ludovic Debeurme
 (septembre 2017).
 (septembre 2017).
Ludovic Debeurme est un auteur de bande dessinée et illustrateur français né en 1971 aux Lilas. Il publie en 2002 Céfalus.

## Biographie
Fils d'un artiste peintre qui l'initie très tôt à la peinture et à l'art moderne, il suit un enseignement universitaire en arts plastiques à La Sorbonne. Il est remarqué en 1999 et sa première bande dessinée publiée, un court récit dans Comix 2000. En 2002 est publié son premier album, Céfalus.
Lucille est récompensé en 2007 en tant qu'« Essentiel » du Festival d'Angoulême. L'année suivante, Le Grand Autre est en sélection officielle.
Pour l'édition 2016 du festival, Un père vertueux est à son tour en sélection officielle.

### Prise de position
Interviewé dans un reportage d'Arte sur la bande-dessinée en 2018, il déplore la précarité à laquelle doivent faire face les auteurs et dessinateurs de bande-dessinée : 

« À un moment les chiffres doivent être dits. Par exemple, j'ai la chance — je dis bien la chance — d'avoir 20 000 € d'avance sur droits pour faire un album chez un gros éditeur. Ce qui me restera, à peu près 15 000 € une fois les charges enlevées. On peut imaginer que si je prends un an pour faire ce livre, si on divise on voit que c'est pas énorme. Donc ma logique, d'un seul coup, ça va être de dire : « bon bah je vais pas en faire un, je vais en faire deux ». En termes de création […] on sort complètement de la possibilité de vraiment réussir son travail. »

## Œuvres publiées

### Bande dessinée
- Une histoire dans Comix 2000, L'Association, 1999
- Céfalus, Cornelius, coll. « Pierre », 2002
- Ludologie, Cornélius, coll. « Pierre », 2003
- Mes ailes d'homme, Éditions de l'An 2, 2003
- Lucille, Futuropolis, 2006. Prix René Goscinny 2006, Essentiel du Festival d'Angoulême 2007.
- Le Grand Autre, Cornélius, 2007. Sélection officielle Festival d'Angoulême 2008.
- Le Lac aux vélies, avec Labyala Nosfell, Futuropolis, 2009 - Conte musical mis en image (Livre-CD)
- Terra Maxima, Cornélius, 2010.
- Renée, Futuropolis, 2011.
- Trois fils, Cornélius, coll. « Pierre », 2013
- Un père vertueux, Cornélius, 2015 - Sélection officielle du Festival d'Angoulême 2016
- Epiphania[4],[5], couleurs co-réalisées avec Fanny Michaëlis, Casterman

1. Tome 1, 2017
2. Tome 2, 2018
3. Tome 3[6], 2019  (ISBN 978-2-203-17224-1)

- La Cendre et l'Écume[7], Cornélius, Collection Pierre, 8 septembre 2022, 272 pages,  (ISBN 9782360811717) - Sélection officielle du Festival d'Angoulême 2023

### Illustration
- Robert Louis Stevenson (adapt. Louis Lefort), L'Étrange Cas du docteur Jekyll et de M. Hyde, Nathan, coll. « Nathan jeunesse », 2001
- Jules Verne, Le Chancellor, préface d'Étienne Klein, coll. « Les mondes connus et inconnus », coéditions Actes Sud Junior et Ville de Nantes, 2004  (ISBN 9782742752409)

## Prix et distinctions
- 2004 : sélection Prix révélation au Festival d'Angoulême 2004 pour Ludologie
- 2006 : 
  - prix Région Centre du Festival BD Boum pour Lucille
  - prix René Goscinny pour Lucille
- 2007 : « essentiel » d'Angoulême pour Lucille[8],[9]
- 2008 : sélection officielle Festival d'Angoulême 2008 pour Le Grand Autre[2].
- 2010 : prix Spécial Grand prix de l'Imaginaire pour Le Lac aux vélies, avec Labyala Nosfell
- 2013 : invité d'Honneur du Festival Bulles Zik
- 2016 : sélection officielle Festival d'Angoulême 2016 pour Un père vertueux

### Documentation
- Julien Bastide, « L'étrange cas Céfalus », dans 9e Art no 8, Centre national de la bande dessinée et de l'image, janvier 2003, p. 135.
- Patrick Gaumer, « Debeurme, Ludovic », dans Dictionnaire mondial de la BD, Paris, Larousse, 2010 (ISBN 9782035843319), p. 234-235.
- Ludovic Debeurme (interviewé) et Frédéric Bosser, « Debeurme, moi et mon autre », dBD, no 21,‎ mars 2008, p. 72-75.